# Cachaca
Cet article possède un paronyme, voir Cachaça.
Sous-genres
Kachaka pirú
La cachaca, ou kchaka, est un terme adopté au Paraguay pour désigner la cumbia mexicaine, plus précisément dans la lignée de la musique grupera, dont l'influence a été perçue dans le pays à partir de la seconde moitié des années 1980, avec des groupes comme El Tiempo, Bronco ou Los Bukis. Dans les années 1990, il connaît son heure de gloire avec les groupes précurseurs, mais en même temps, des groupes comme Mandingo, Guardianes del Amor, Los Rehenes, Los Temerarios, Grupo Bryndis, entre autres, s'y sont joints.

## Histoire
Au début des années 1970, plusieurs groupes et artistes solo de cumbia colombiens (Lisandro Meza, La Sonora Dinamita, etc.) commencent à diffuser leur musique dans des pays comme le Paraguay. Plus tard, le genre se répercute en Bolivie et surtout au Paraguay, où ce n'est que dans les années 2000 que l'on commence à voir les premiers interprètes de cachaca paraguayens. Dans les années 1980, en besoin d'identité musicale qui représente la crise économique, le patriotisme, le machisme, les amours malheureuses et les espaces ruraux dans lesquels ils vivaient, les Paraguayens adoptent le vallenato colombien, la chicha, la cumbia mexicaine, le tex-mex, la cumbia norteña comme musique de leur propre identification. Discriminant son nom original de grupera music, ou tecnocumbia par celui de la cachaca locale.
Il convient de mentionner qu'à cette époque, les premiers groupes de cachaca paraguaya sont apparus, parmi lesquels le Grupo Show Madrigal et Los Rollers. La popularité de la cachaca diminue dans les années 2000, mais en raison de l'immigration de Paraguayens des zones rurales vers les pays étrangers, en particulier l'Argentine, ce genre se déplace et s'étend territorialement grâce à la diffusion de stations de radio locales, ce qui provoquera l'émergence de groupes comme Refugio de Amor, Tiempo de Amor ou Los Ponys dans la province de Buenos Aires.

## Caractéristiques
Le genre se caractérise par une répétition rythmique, sans variations, et par des textes généralement de caractères différents, romantiques, en manque d'amour et parfois, dans une moindre mesure, érotiques. Il est répandu dans les zones rurales du Paraguay et du Mexique, ainsi que dans l'est et le nord du Mexique. En Argentine, il est entendu dans une moindre mesure dans des provinces telles que Corrientes, Formosa et Misiones ; également à Buenos Aires en raison du nombre d'immigrants paraguayens. Le genre se résume à un rythme primaire.